# Tendinozyt
Ein Tendinozyt oder Flügelzelle ist eine Fibroblastenart, die im straffen kollagenen parallelfaserigen Bindegewebe von Sehnen vorkommt.
Im Querschnitt weist der langgestreckte Tendinozyt flügelförmige Fortsätze auf, die zwischen die angrenzenden Kollagenfibrillen einstrahlen. Histologisch erkennbar sind meist nur die Kerne der Tendinozyten.
Die Koordination der Tendinozyten im Verbund erfolgt durch Gap Junctions.
Auf Grund seiner Eigenschaften wird der Tendinozyt auch Sehnen- oder Flügelzelle genannt.